# Volsky (huyện)
Huyện Volsky (tiếng Nga: ? райо́н) là một huyện hành chính tự quản (raion), của Tỉnh Saratov, Nga. Huyện có diện tích 3827 km², dân số thời điểm ngày 1 tháng 1 năm 2000 là 32000 người. Trung tâm của huyện đóng ở Vol'sk.